# マーク・ローレンス (映画製作者)
マーク・ローレンス（Marc Lawrence、1959年10月22日 - ）は、アメリカ合衆国の映画プロデューサー・脚本家・映画監督。

## 経歴
ニューヨーク市ブルックリン区出身。1981年にニューヨーク州立大学ビンガムトン校を卒業。NBCの『ファミリータイズ』の製作に係わる。

## 主なフィルモグラフィ
- アウト・オブ・タウナーズ The Out-of-Towners (1999) - 脚本
- 恋は嵐のように Forces of Nature (1999) - 脚本
- デンジャラス・ビューティー Miss Congeniality (2000) - 製作総指揮・脚本
- トゥー・ウィークス・ノーティス Two Weeks Notice (2002) - 監督・脚本
- デンジャラス・ビューティー2 Miss Congeniality 2: Armed and Fabulous (2005) - 製作・キャラクター創造・脚本
- ラブソングができるまで Music and Lyrics (2007) - 監督・脚本
- 噂のモーガン夫妻 Did You Hear About the Morgans? (2009) - 監督・脚本
- Re:LIFE〜リライフ〜 The Rewrite (2014) - 監督・脚本
- ノエル NOELLE (2019)